# Azerbajdžan na Pjesmi Eurovizije
Azerbajdžan se kao neovisna država prvi put na Eurosongu pojavila 2008. Predstavnici Azerbajdžana Eldar & Nigar su 2011. godine s pjesmom Running Scared osvojili 221 bodova i osvojili prvo mjesto. Zbog toga je sljedeće 2012. godine Azerbajdćan bio domaćin izbora. 

## Predstavnici
Legenda
██ Pobjednik
██ Drugo mjesto
██ Treće mjesto
██ Zadnje mjesto
| Godina | Pjevač          | Jezik    | Pjesma                | Finale | Bodovi | Polufinale | Bodovi  |
| ------ | --------------- | -------- | --------------------- | ------ | ------ | ---------- | ------- |
| 2008.  | Elnur i Samir   | engleski | "Day After Day"       | 8.     | 132    | 6.         | 96      |
| 2009.  | Aysel i Arash   | engleski | "Always"              | 3.     | 207    | 2.         | 180     |
| 2010.  | Safura          | engleski | "Drip Drop"           | 5.     | 145    | 2.         | 113     |
| 2011.  | Ell & Nikki     | engleski | "Running Scared"      | 1.     | 221    | 2.         | 122     |
| 2012.  | Sabina Babayeva | engleski | "When the Music Dies" | 4.     | 150    | Domaćin    | Domaćin |
| 2013.  | Farid Mammadov  | engleski | "Hold Me"             | 2.     | 234    | 1.         | 139     |
| 2014.  | Dilara Kazimova | engleski | "Start a Fire"        | 22.    | 33     | 9.         | 57      |
| 2015.  | Elnur Hüseynov  | engleski | "Hour of the Wolf"    | 12.    | 49     | 10.        | 53      |
| 2016.  | Samra           | engleski | "Miracle"             | 17.    | 117    | 6.         | 185     |

| Pjesma Eurovizije | Pjesma Eurovizije |
| --- | ----------------- |
| |                   |
| 01956. • 1957. • 1958. • 1959. • 1960. 1961. • 1962. • 1963. • 1964. • 1965. • 1966. • 1967. • 1968. • 1969. • 1970. 1971. • 1972. • 1973. • 1974. • 1975. • 1976. • 1977. • 1978. • 1979. • 1980. 1981. • 1982. • 1983. • 1984. • 1985. • 1986. • 1987. • 1988. • 1989. • 1990. 1991. • 1992. • 1993. • 1994. • 1995. • 1996. • 1997. • 1998. • 1999. • 2000. 2001. • 2002. • 2003. • 2004. • 2005. • 2006. • 2007. • 2008. • 2009. • 2010. 2011. • 2012. • 2013. • 2014. • 2015. • 2016. • 2017. • 2018. • 2019. • 2020. 2021. • 2022. • 2023. • 2024. • 2025. |                   |

| Pjesma Eurovizije | Pjesma Eurovizije |
| --- | ----------------- |
| |                   |
| 01956. • 1957. • 1958. • 1959. • 1960. 1961. • 1962. • 1963. • 1964. • 1965. • 1966. • 1967. • 1968. • 1969. • 1970. 1971. • 1972. • 1973. • 1974. • 1975. • 1976. • 1977. • 1978. • 1979. • 1980. 1981. • 1982. • 1983. • 1984. • 1985. • 1986. • 1987. • 1988. • 1989. • 1990. 1991. • 1992. • 1993. • 1994. • 1995. • 1996. • 1997. • 1998. • 1999. • 2000. 2001. • 2002. • 2003. • 2004. • 2005. • 2006. • 2007. • 2008. • 2009. • 2010. 2011. • 2012. • 2013. • 2014. • 2015. • 2016. • 2017. • 2018. • 2019. • 2020. 2021. • 2022. • 2023. • 2024. • 2025. |                   |